# ثلاث تسعات
ثلاث تسعات هو فيلم جريمة تم إنتاجه في الولايات المتحدة وصدر في فبراير 2016. الفيلم من إخراج جون هيلكوت من بطولة كيسي أفليك وشيواتال إيجيوفور وانتوني ماكي وآرون بول ونورمان ريديس.

## القصة
تدور أحداث الفيلم حول عصابة من المجرمين بالاتحاد مع بعض ضباط الشرطة الفاسدين ، والذين يقومون بالتخطيط لاغتيال أحد ضباط الشرطة، من أجل تسهيل الطريق أمامهم لتنفيذ أكبر عملية سطو مسلح شهدتها المدينة.

## وصلات خارجية
- ثلاث تسعات على موقع IMDb (الإنجليزية)
- ثلاث تسعات على موقع ميتاكريتيك (الإنجليزية)
- ثلاث تسعات على موقع روتن توميتوز (الإنجليزية)
- ثلاث تسعات على موقع نتفليكس (الإنجليزية)
- ثلاث تسعات على موقع قاعدة بيانات الأفلام العربية
- ثلاث تسعات على موقع ألو سيني (الفرنسية)
- ثلاث تسعات على موقع Turner Classic Movies (الإنجليزية)
- ثلاث تسعات على موقع أول موفي (الإنجليزية)
- ثلاث تسعات على موقع بوكس أوفيس موجو (الإنجليزية)
- ثلاث تسعات على موقع فيلمافينيتي (الإسبانية)